# Йохан V (Верле)
Йохан V фон Верле (на немски: Johann V von Werle; * 1338/1340; † 24 август 1377 / 9 септември 1378) е от 1365 до 1377/1378 г. господар на Верле-Гюстров.
Той е най-малкиятт син на граф Николаус III фон Верле († 1360) и първата му съпруга Агнес фон Мекленбург († пр. 1341), дъщеря на херцог Хайнрих II „Лъвът“ фон Мекленбург († 1329).
От 1365 г. Йохан V управлява Верле-Гюстров заедно с по-големив си брат Лоренц († 1393/1394).

## Фамилия
Йохан V се жени 1377 г. за Еуфемия фон Мекленбург-Шверин († сл. 7 август 1400), дъщеря на херцог Хайнрих III фон Мекленбург и Ингеборг от Дания. Те нямат деца: